# 安布拉尔-栋
安布拉尔-栋（義大利語：Amblar-Don），是意大利特伦蒂诺-上阿迪杰大区特倫托自治省的市镇。2018年人口数量为503人。
该市镇是在2016年1月1日由安布拉尔和栋村两市镇合并而成的。